# Политический кризис в Таиланде (2013—2014)
Политический кризис в Таиланде 2013—2014 годов — комплекс череды гражданских протестов и противостояний внутри политической системы Таиланда с ноября 2013 года по май 2014,  вызванный попыткой клана Чиннават упрочить свое положение в высших эшелонах власти Таиланда на фоне ухудшающегося экономического положения государства. 

## Предпосылки
Во второй половине 2013 года можно было выделить две основные противостоящие друг другу политические силы в Таиланде. Это клан Чиннават во главе крупной политической партии «Пхыа Тхаи» (является идейным продолжением «Партии народной власти», которая в свою очередь является реинкарнацией партии «Тай Рак Тай») с одной стороны, и «Демократической партией Таиланда» с активистом Сутхепом Тхаугсубаном с другой стороны. Причиной кризиса стала попытка одной из сторон усилить свои позиции с помощью изменений в законодательстве и Конституции.
В 2011 году правительством в сельскохозяйственный сектор была внедрена схема залогового выкупа риса у крестьян государством по ценам, превышающим рыночные. Государство брало на себя обязательства по продаже выкупленного риса на экспорт, однако, в условиях падения мировых цен на рис, исполнить это оказалось сложно, в результате чего, рис портился на складах. Схема залогового выкупа принесла Чиннават популярность среди бедных слоёв населения, но стоила Таиланду статуса крупнейшего в мире экспортёра риса. У государства перед крестьянами к концу 2013 года был накоплен долг в 4,4 млрд долларов США, что привело к массовым протестам в Бангкоке и ряде провинций Таиланда.
В попытке решить "проблему юга", 28 февраля 2013 года правительство инициировало формальные мирные переговоры с фракцией сепаратистского движения Barisan Revolusi National (BRN). Впервые было принято решение вести и межгосударственный диалог с Малайзией по поводу активности исламских непризнанных организаций. Это решение вызвало протесты сторонников Сутхепа, многие из которых были выходцами с юга, которым казалось неправильным направление переговорного процесса под руководства Йинглак. Проблема юга заключалась и в том, что даже власти Таиланда не могли понять, кто занимается терактами и организовывает атаки. Эксперты предполагали, что там действуют местные сепаратисты, исламские радикалы, организованная преступность, коррумпированные полицейские силы. Успех переговоров мог пошатнуть репутацию Сутхепа на его родине – юге Таиланда, а провал привести страну к кризису.

### Группа Чиннавата
Семья Чиннават находилась  у власти в Таиланде в разные периоды. С 2001 по 2006 год демократически избранным премьер-министром был Таксин Чиннават (глава партии «Тай Рак Тар»), однако, его вскрывшаяся коррупционная деятельность привела к военному перевороту 2006 года. Глава клана был вынужден отправиться в изгнание. С 2011 по 2013 годы демократически избранным премьер-министром являлась младшая сестра Таксина - Йинглак Чиннават (представитель партии «Пхыа Тхаи»). Спустя 10 лет после рассматриваемого кризиса премьер-министром Таиланда станет дочь Таксина - Пхэтхонгтхан Чинават.

### Группа Тхаугсубана
Сутхеп Тхаугсубан являлся активным политическим деятелем, членом «Демократической партии Таиланда» и занимал должность заместителя премьер-министра с 2008 по 2011 год. Вместе с премьер-министром пришел к власти в результате беспорядков против действовавших властей в 2008 году. В 2010 году возглавлял «Центр разрешения экстренных ситуаций» (англ.: CRES), занимавшийся разгоном митингов и преследованием антиправительственных групп. В результате деятельности организации под руководством Тхаугсубана, погибли и были ранены граждане Таиланда. Это привело к кризису власти. В результате выборов 2011 года, в которых победу одержал клан Чиннават, Сутхеп потерял все должности и ушел в оппозицию.

## Хронология
Период с 2011 по 2013 год считается достаточно стабильным в истории тайской политики на фоне предшествующих турбулентных периодов, включавших в себя изгнание премьер-министра, военный переворот, выборы, сопровождавшиеся многочисленными протестами.

### Политическое противостояние
Первой идеей, встретившей полное неприятие многих представителей разных полюсов тайской политики, была попытка реализации программы «Примирение», заключавшаяся во всеобщей амнистии.
Второй точкой конфликта стало рассмотрение парламентом предложения о изменении способа формирования Сената. Предлагалось весь Сенат сделать полностью выборным органом, и внести соответствующие изменения в Конституцию. Противники проекта аргументировали свою позицию тем, что подобный способ формирования Сената может повлиять на устойчивость монархии и национальную безопасность.
Третьим фактором, оказавшим заметное, однако самое малозначимое, в сравнении с предыдущими, влияние на развитие политического кризиса стало признание решения Международного суда ООН, которое закрепило претензии Камбоджи на часть территории Таиланда площадью 4,5 квадратных километра в районе храма Прэахвихеа.
В октябре 2013 года правительство Йинглак Чиннават вносит на рассмотрение законопроект о проведении амнистии. Законопроект предполагает амнистию всем чиновникам по всем коррупционным делам в период с 2004 года, а также амнистию всем участникам всех сторон противостояний 2008-2011 годов. Для этих же целей были запланированы поправки в Конституцию.
Законопроект был принят Палатой представителей, в которой большинство имела партия Пхыа Тхаи 1 ноября 2013 года.
Это вызвало ненасильственное противостояние сторонников оппозиционной Демократической партии по главе с Тхаугсубаном и про-правительственного движения «краснорубашечников» («Объединённый фронт за демократию против диктатуры»; англ.: UDD), подконтрольных клану Чиннават.
11 ноября 2013 года законопроект был отклонён Сенатом.
Акции протеста, под предводительством Сутхепа Тхаугсубана, продолжались и постепенно стали носить антиправительственный характер.
20 ноября Конституционный суд отменил предложенную поправку к конституции, но партия Пхыа Тхаи отклонила решение суда, заявив, что суд не обладает юрисдикцией по данному делу.
Однако протестующие отказались расходиться и потребовали удалить Инглак Чиннават из правительства и сформировать ‘‘People’s Council’’ вместо существующих политических институтов.
В следующие выходные численность сторонников Тхаугсубана увеличилась. Одновременно с этим, их идеологические противники, «краснорубашечники» Чиннавата, также устраивали многочисленные митинги, но уже в поддержку правительства.

### Массовые беспорядки
25 ноября протестующие блокировали несколько государственных учреждений, заставив их закрыться. В митингах и протестах принимали участие от 75 000 (по данным полиции) до 400 000 (под данным организаторов) граждан. В митинге в защиту правительства в тот же день приняли участие не менее 30 000 граждан.
29 ноября Тхаугсубан формирует «Народный демократический комитет реформ» (англ.: PDRC) также известный как "Народный комитет за абсолютную демократию с королем во главе государства" (англ.: PCAD), в который входят многие бывшие лидеры распущенного несколько лет назад движения "желторубашечников" ("Народный альянс за демократию", англ.:PAD).
После этого Тхаугсубан объявляет о начале "Народной революции", призывает сторонников выходить на улицы и захватывать государственные учреждения и медиаресурсы. К нему присоединяются некоторые профсоюзы, "Зеленые политики", "Объединение студентов и граждан за реформирование Таиланда" (англ.: NSPRT), некоторые религиозные организации и секты, ультрароялистская «Организация по уборке "мусора"». Митингующие врываются на территорию министерства обороны и вручают призыв к руководству армии присоединиться к "революции". Только в Бангкоке в протесты вовлечены десятки тысяч человек из разных слоев общества.
Несмотря на то, что фактически в митингах участвовали две противоборствующие группы, антиправительственная PDRC (более образованные с более высокими доходами) и проправительственная UDD, обе группы были скорее не удовлетворены уровнем развития демократии в стране. Обе группы выражали приверженность монархии и верность королю, однако, если вопрос касался правительства, то склонялись скорее к демократическим выборам, чем к «сильной руке». При этом PDRC участвовали в саботировании выборов и, как раз, собирались изменить состав властной вертикали и конституцию недемократическим путем, что вступало в противоречие с их же риторикой. Различались же цели протестующих в основном в одном: PDRC заявляло своей основной задачей лишить всех властных полномочий группу Чиннавата и принудить их к изгнанию, а UDD наоборот, заявляли своими основными целями «защиту демократии» и «защиту демократически избранного правительства». Примечательно, что в итоге, ни PDRC, ни UDD не смогли достичь своих целей.
Протесты носили ненасильственный характер, пока 30 ноября и 1 декабря не начались столкновения между анти- и про-правительственными группами, которые привели к гибели четырёх человек и ранению 57 участников. Эскалация протестов 1 декабря заставила полицию использовать слезоточивый газ и водомёты, чтобы остановить протестующих, когда они пытались прорваться в Дом правительства.
В результате противостояний произошли столкновения между митингующими разных взглядов, а также с полицией. Глава Вооруженных сил Таиланда организовал встречу Йинглак и Сутхепа. Представители демократической партии массово покинули свои должности в Парламенте.

### Выборы
9 декабря 2013 года премьер-министр Таиланда Йинглак Чинават объявила о роспуске парламента и назначении досрочных парламентских выборов на 2 февраля 2014 года. С этого дня Йинглак занимала должность "исполняющего обязанности премьер-министра".
2013 год закончился тем, что попытки правительства найти компромисс с протестующими в рамках действующей Конституции не увенчались успехом. Глава протестующих не принял компромиссное предложение и выступил против выборов. Демократическая партия сообщила, что собирается бойкотировать выборы и сблизится с митингующими.

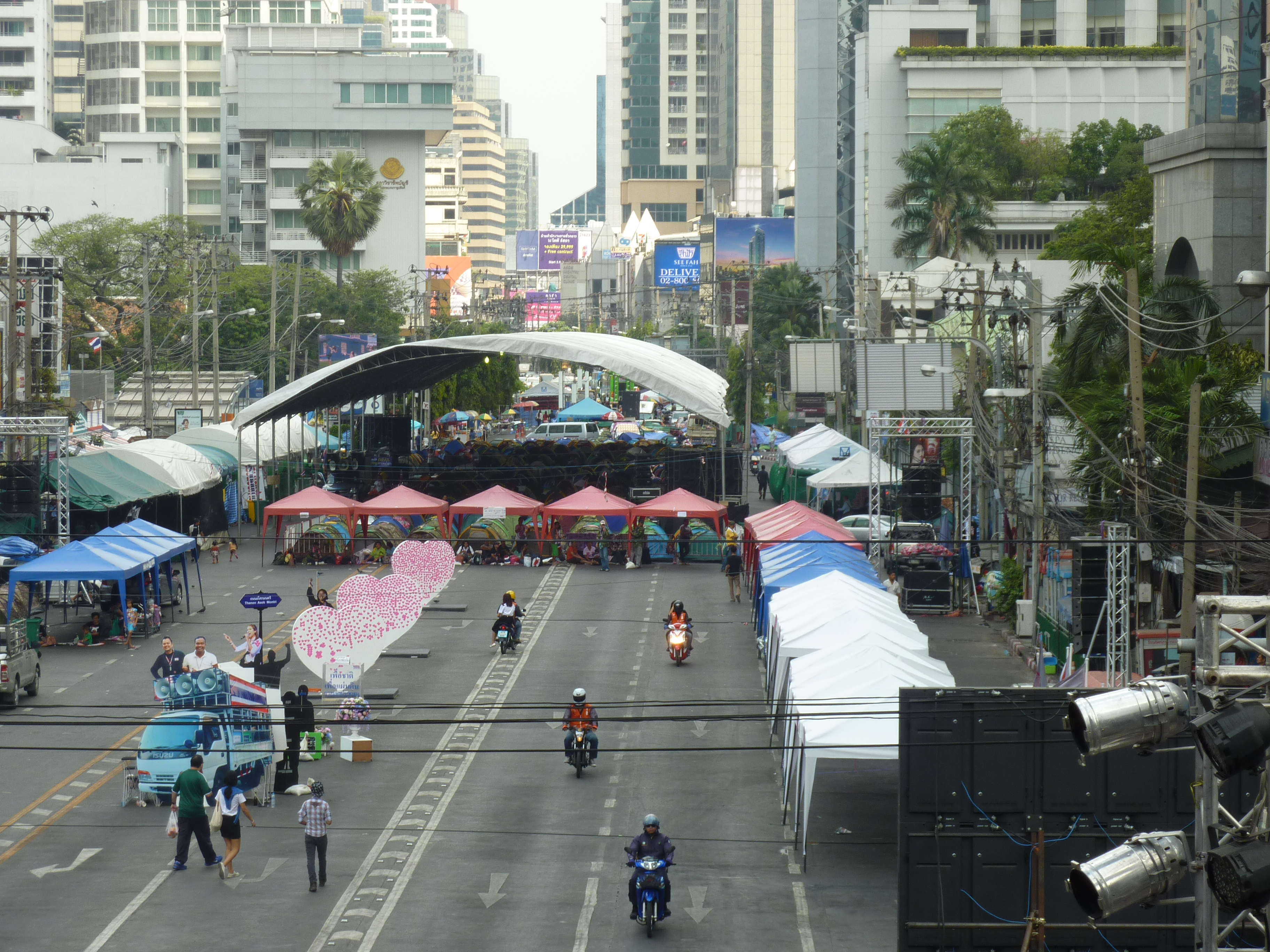
Палаточный городок в районе Asok блокирует шоссе

Избирком предложил перенести дату выборов до момента достижения компромисса с оппозицией, однако это решение не было принято. С одной стороны, Конституция не предполагала отсрочку выборов, с другой стороны, протестующие отказались от примирения.

### Структура митингов
С наступлением 2014 года митинги лишь участились, количество участников достигает своего пика в середине января 2014 года. Количество участников антиправительственных манифестаций достигает одномоментно полумиллиона человек. 13 января Бангкок был парализован разными видами митингов под общим лозунгом "Bangkok Shutdown". Полноценное функционирование города стало невозможно, так как основные транспортных магистрали и государственные учреждения были блокированы в 11 ключевых точках.
Непосредственно PDRC контролировала 6 центров протестов в Бангкоке:
- в районе Патхумван - организатор Тхаугсубан;
- в районе Ратчапрасонг - Putthipong Punnakhanton;
- в районе Лумпхини - Withaya Kaewparadai;
- в районе Асок - Nataphol Teepsuwan;
- в районе Латпхрау - Issara Somchai;
- территория около "Монумента победы" - Taworn Seniam.

Остальные участки были под контролем их союзников - SPNTR (NSPRT), PATR ("Народное объединение против режима клана Таксин"), SERC ("Конфедерация госслужащих") и т.д. В своем большинстве оппозиционные митингующие заявляли о своей лояльности монархии, военным, юридической системе государства, и осуждали правительство Таксина, его "приспешников", полицию.
2 февраля были проведены парламентские выборы.

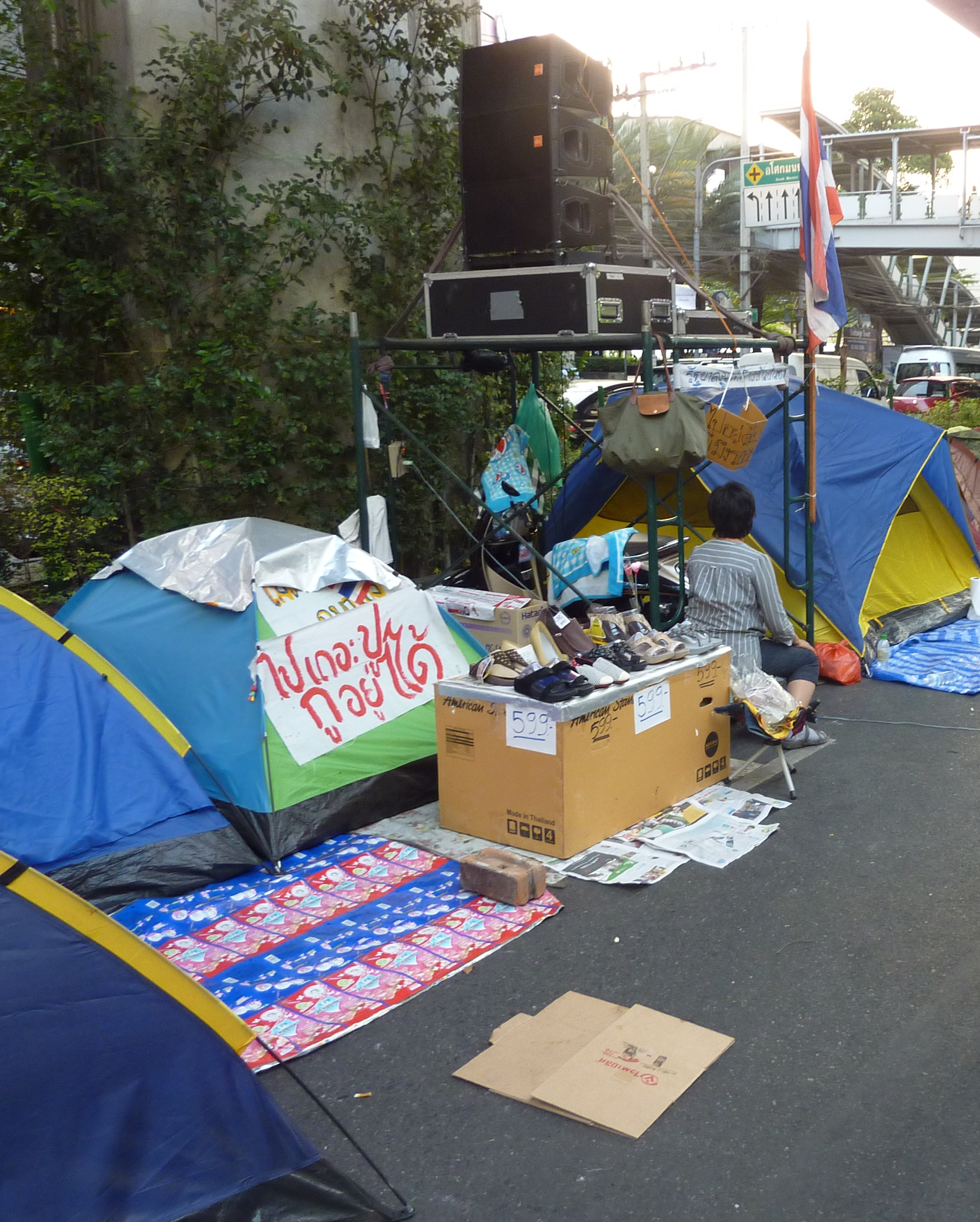
Торговля обувью во время протестов

Особенностью митингов в Бангкоке является развитая инфраструктура протеста, сформированная необходимостью поддерживать митингующих круглосуточно в течение недель или даже месяцев. Специальные группы протестантов (как правило специально приехавшие с юга, менее обеспеченные, чем жители Бангкока) располагались в палатках на круглосуточной основе, блокируя автодороги. Вечерами и по выходным к ним присоединялись обеспеченные и образованные жители Бангкока. По краю митингующей территории находились торговые павильоны с едой и сувенирной продукцией (футболки, значки, кепки). Волонтеры-дежурные с телефонами и рациями следили за безопасностью и препятствовали провокациям. Через территорию митингов проложены пешеходные дорожки, доступ гражданам не запрещался. Волонтеры несколько раз в день раздавали горячее питание (в основном рис), в постоянном доступе бесплатная бутилированная вода.
В каждом центре протестов на площади монтировалась сцена с проекционным экраном, где в течение дня выступали политические активисты и идейно близкие артисты, кроме того организовывались развлечения для прохожих и участников. Популярен дартс с использованием портретов политических деятелей. По краям митинга располагались автомобили с группами "силовой поддержки" (как правило состоящие из выходцев с юга страны) демонстрантов. Чаще всего протесты носили мирный характер. К празднику "Дня святого Валентина" территории протестов были украшены соответствующим образом. Военные и полиция не вступали в конфронтацию, считая происходившее "волеизъявлением народа".

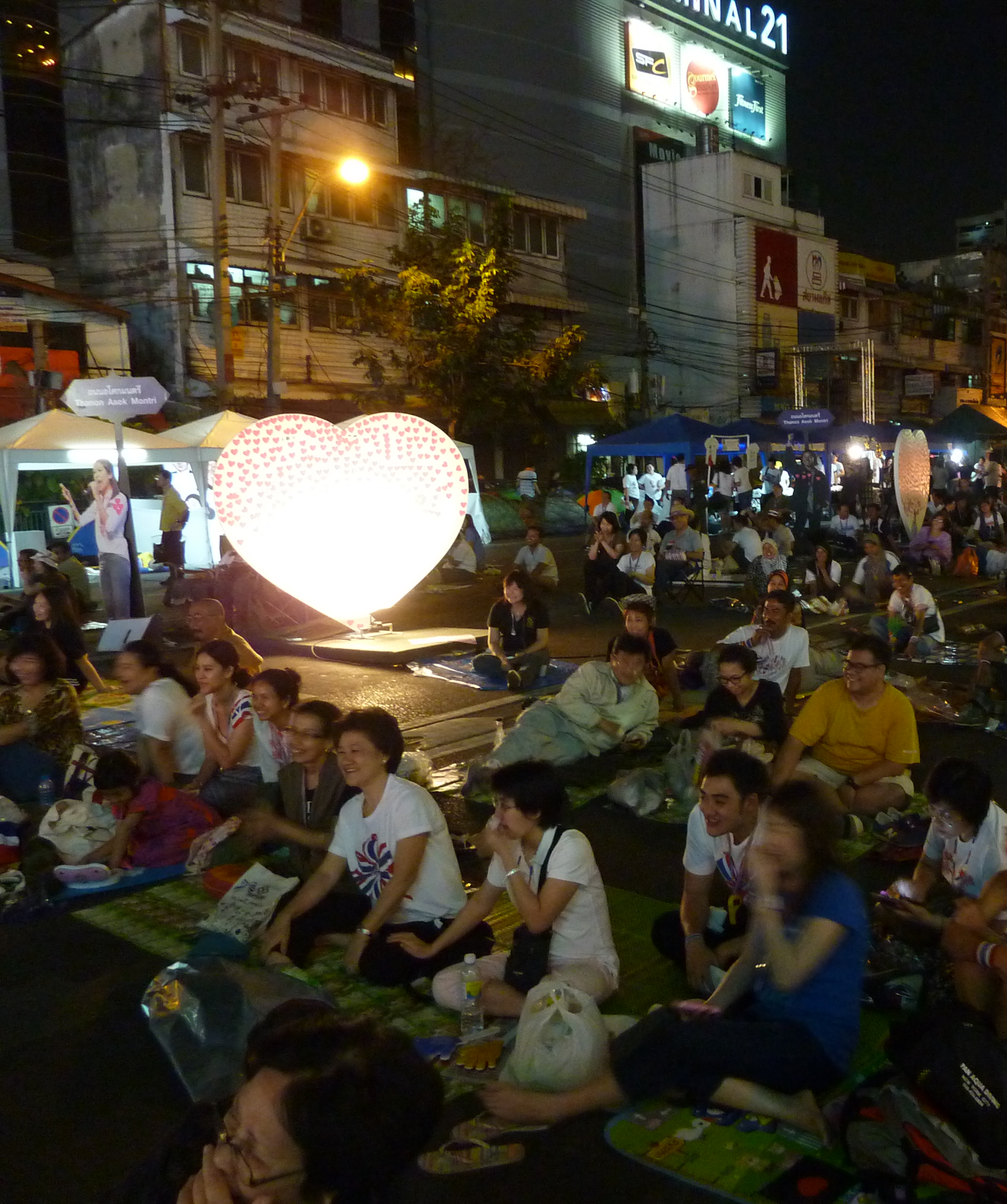
вечер на митинге

Однако в конце февраля 2014 года число участников протестов начало снижаться, так как участились силовые нападения проправительственных группировок. Так, 23 февраля, центр протестов в районе Ратчапрасонг был атакован неизвестными, использовавшими ручные гранаты. Погиб 1 взрослый и двое детей, многие были ранены.
Всё больший скепсис у многочисленных корпораций (спонсоров митингующих) стали вызывать затянувшиеся протесты, не приводящие к ясным результатам. Политические пертурбации после трех лет стабильности негативно сказались на экономике, туризме и инвестиционном рейтинге страны. Митинги стихали еще и потому, что у протестующих не было единой цели. Немало протестующих были скептически настроены к PDRC, но присоединялись к протестам из-за несогласия с современной им политикой властей.
28 февраля Тхаугсубан был вынужден закрыть большинство центров протестов из-за нехватки участников. Все митингующие из них сосредоточились в парке Лумпхини.

#### Роль технологий
Протесты 2013-2014 года характерны активным использованием социальных сетей в целях пропаганды, агитации, дезинформации. Это произошло впервые в Таиланде в результате широкого распространения персональных устройств доступа в интернет.

### Перенос выборов
21 марта 2014 года Конституционный суд Таиланда признал недействительными результаты выборов из-за массовых протестов и неоткрытия по их причине множества избирательных участков.
Конституционный суд в течение политического кризиса 2013-2014 годов проявил себя активной политической единицей, которая в большинстве своем препятствовала инициативам демократически избранного правительства.
30 апреля представитель Избирательной комиссии Таиланда объявил о договорённости с Йинглак Чиннават о повторном проведении парламентских выборов 20 июля 2014 года.

### Новая волна протестов
6 мая премьер-министр Таиланда Йинглак Чиннават прибыла в Конституционный суд Таиланда, для ответа на обвинения в злоупотреблении властью по иску группы сенаторов, в связи с неконституционностью увольнения в 2011 году секретаря совета национальной безопасности Тхавина Плиенсири. В зале суда Чиннават заявила: 
Я отрицаю все обвинения, выдвинутые в мой адрес. Как премьер-министр, я имею право выполнять свои обязанности и принимать решения, исходя из интересов общества.
7 мая Конституционный суд Таиланда постановил освободить от занимаемой должности исполняющую обязанности премьер-министра  Йинглак Чинават и девять министров в связи с увольнением секретаря совета национальной безопасности Тхавина Плиенсири, согласившись с мнением истцов—группы сенаторов, считающих, что Чиннават получила личную выгоду от смещения Плиенсири, назначив на его место вышедшего в отставку шефа полиции, а на освободившееся место назначив своего родственника, и признав такие действия неконституционными. Согласно заявлению суда:
Полномочия премьер-министра прекращены, Йинглак не может больше оставаться на своём посту.
Заседание транслировалось по основным телеканалам Таиланда. Чиннават наблюдала за заседанием из своего кабинета посредством видеотрансляции. После объявления решения суда об отставке Чиннават на улицах Бангкока прошли массовые праздничные шествия.
В тот же день, исполняющим обязанности премьер-министра Таиланда был назначен Ниваттхумронг Бунсонгпайсан. Позднее, у дома судьи Конституционного суда, здания крупного коммерческого банка и научно-исследовательского института были брошены и взорвались гранаты.

8 мая Национальная антикоррупционная комиссия Таиланда признала Йинглак Чиннават виновной в халатности при реализации госпрограммы по залоговому выкупу риса у сельхозпроизводителей, приведшей к значительному ущербу для государственного бюджета. Отчёт по расследованию направлен для рассмотрения в сенат Таиланда, где дальнейшее рассмотрения дела может привести к запрету заниматься политикой на 5 лет и дальнейшему рассмотрению в Верховном суде, что может повлечь за собой уголовную ответственность. Глава НАК Пантеп Кланаронг сообщил, что:
Комиссией собрано достаточное количество доказательств виновности. Теперь мы передаём это дело в Сенат.
9 мая штаб PDRC сообщил о намерении взять под свой контроль Дом правительства, здание сената и штаб-квартиры основных телеканалов в Бангкоке. Лидер комитета Сутхеп Тхаугсубан объявил 9 мая днём «финальной битвы за власть народа», назначив сбор оппозиционеров в районе парка Люмпхини. Тхаугсубан призвал их блокировать все полицейские машины и патрули, чтобы «вернуть власть народу». Часть оппозиционеров попыталась проникнуть на территорию Центра по обеспечению правопорядка, срезав колючую проволоку. После чего полиция применила слезоточивый газ и водомёты против манифестантов. В результате 4 человека получили ранения и были госпитализированы. Другая группа демонстрантов заняла площадку у торгового центра «Central World», в деловой части города. Из парка Люмпхини десятки тысяч оппозиционеров выдвинулись колоннами по семи направлениям — в сторону Дома правительства, парламента и главных офисов пяти телеканалов с требованием отправить в отставку нынешнее правительство страны целиком и с целью формирования нового народного правительства и непризнания нового премьер-министра Бунсонгпайсана. К концу дня протестующие окружили Дом правительства и офисы пяти основных телеканалов, требуя транслировать заявления протестующих и «прекратить работать на правительство». Не заходя непосредственно в здания редакций, демонстранты расположились снаружи и передали руководству телеканалов свои требования к содержанию новостных и политических передач. Во всех случаях это привело к переговорам, но никаких изменений не произошло. Одновременно протестанты блокировали до половины полос движения на нескольких основных магистралях города.
10 мая сторонники Чиннават начали собираться на юго-западной окраине Бангкока (на другой стороне реки Чаупхрая, в 15-25 километрах от мест проведения оппозиционных демонстраций), заявляя о намерении провести митинг в защиту демократии. Руководители UDD объявили, что митинг расходиться не будет и превратится в постоянно действующую площадку протеста, в противовес действиям оппозиции. По данным полиции, на митинге UDD было более 10 тысяч человек, а на стороне PDRC - 5 тысяч человек.
11 мая сторонники PDRC покинули центр протестов в парке Лумпхини и переместились дому правительства, соединившись с другими группами оппозиции.
12 мая неизвестные совершили несколько десятков террористических атак в провинции Наратхиват на юге Таиланда, в том числе взрывы, поджоги и обстрелы, в результате которых, как заявил глава Национального совета безопасности Таиланда Парадорн Паттанатабутр, «одна женщина погибла и более десяти человек получили ранения. Мы считаем, что это дело рук боевиков-мусульман, которые таким образом рассчитывают заставить людей вступить в свои ряды».
К 13 мая оппозиционеры освободили центральный парк Лумпхини, в котором находились 71 день, покинули территории, прилегающие к редакциям телеканалов, и снова переместились в историческую часть города, откуда начинался протест, разбив палаточный лагерь у здания ООН на улице Ратчадамнен Нок и соорудили главную трибуну у Дома правительства. В тот же день лидер протестующих Сутхеп Тхаугсубан заявил, что демонстранты планируют выдвинуться к зданию парламента, в котором заседает сенат, чтобы потребовать назначения нейтрального премьер-министра и массовым митингом «ясно дать понять сенаторам, чего хочет народ»:
Если сенат не выполнит свой долг и не обратится к королю с просьбой о назначении нейтрального премьера в соответствии с 7 статьёй конституции, я это сделаю сам от имени народа.
Статья 7 конституции Таиланда предусматривает назначение нейтрального премьер-министра в случае «неспособности действующего правительства осуществлять свои функции по управлению государством» в результате «событий катастрофического характера». Исполняющий обязанности премьер-министра по общим вопросам Суранан Ветчачива заявил, что после судебной отставки Чиннават и девяти ключевых министров и в отсутствие событий катастрофического характера оставшиеся члены кабинета всё ещё представляют собой демократически избранное правительство партии, получившей подавляющее большинство голосов на выборах 2011 года. Лидер проправительственных сил Чатупхон Промпхан пообещал «повысить статус протеста» в случае, если сенат или Тхыаксубан передадут в дворцовую канцелярию обращение к монарху с просьбой назначить нейтрального премьер-министра.
15 мая утром неизвестные на грузовике совершили нападение на лагерь протестующих у Монумента демократии в Бангкоке, выпустили два снаряда из подствольного гранатомёта M79, а затем открыли огонь по демонстрантам. В результате погибли 2 человека, более 20 получили ранения и были госпитализированы в ближайшие больницы. Позднее, количество погибших возросло до пяти человек.
15 мая официальный представитель избирательной комиссии королевства Сомчай Сисуттхиякон, сказал, что «мы не сможем провести выборы 20 июля. Назначение другой даты выборов будет зависеть от того, когда мы сможем встретиться с правительством», после того, как встреча состава избиркома и исполняющего обязанности премьер-министра Ниваттхумронга Бунсонгпайсана была сорвана оппозиционерами ворвавшимися в здание.
15 мая командующий сухопутными войсками Таиланда генерал Прают Чан-Оча заявил, что вооружённые силы будут вынуждены вмешаться во внутриполитический конфликт в стране, если продолжится насилие. Чан-Оча осудил обстрел лагеря антиправительственных манифестантов и призвал к незамедлительному прекращению насилия — «в противном случае армия будет вынуждена применить всю свою силу, чтобы остановить насилие и обеспечить мир и порядок».
16 мая лидер движения «Объединенный фронт за демократию против диктатуры» Джатупон Промпан предложил разрешить внутриполитический конфликт с помощью референдума. Выступая перед своими сторонниками он заявил, что
Если референдум покажет, что большинство населения Таиланда поддерживают идеи Сутхепа Тхаугсубана, мы свернем нашу акцию и вернемся домой. Однако если люди скажут, что не поддерживают его, то уйти должны будут они.
17 мая лидер манифестантов Сутхеп Тхаугсубан заявил о завершении протестов к 27 мая, если до этого времени на улицы Бангкока не выйдет до 1 млн человек, сказав, что «мы не можем позволить себе продолжать протесты дольше, потому что иначе страна серьезно пострадает».
18 мая лидер манифестантов Сутхеп Тхаугсубан сообщил о начале масштабной акции, целью которой является отстранение действующего правительства от власти. Акция должна была начаться 19 мая, продлиться неделю и будет включать в себя уличные протесты, забастовки рабочих, создание специальных мобильных бригад, преследующих исполняющего обязанности премьер-министра Ниваттхумронга Бунсонгпайсана и всех министров. Как сообщили СМИ со ссылкой на верхнюю палату парламента, «сенаторы уже на 80% завершили подготовку к операции по назначению нейтрального премьера». На 19 мая была запланирована встреча Бунсонгпайсана с депутатами, где должны были обсуждаться возможные варианты по выходу из политического тупика. Однако он заранее сказал о том, что не пойдет «ни на какие шаги, которые противоречат конституции Таиланда», и, что единственным вариантом смены власти являются всеобщие выборы, но оппозиция, не выигрывавшая уже почти 20 лет, от голосования отказывается. По результатам заключения соглашения Тхаугсубана с лидерами профсоюзов, с 22 мая забастовку были намерены начать сотрудники государственных предприятий.

## Последствия

### Военный переворот

#### Причины
На фоне продолжающегося политического кризиса, ВВП Таиланда  уменьшился на 2,1% по сравнению с аналогичным периодом в прошлом году. Отмечено падение уверенности среди инвесторов и сокращение потребительских расходов. Всё это, а также нежелание сторон вести переговоры, протесты, длящиеся 204 дня, привели к совершению военного переворота.

#### Краткая хронология
20 мая к гражданам Таиланда обратился командующий сухопутных войск генерал Прают Чан-Оча и объявил о введении во всей стране военного положения для «поддержания законности и порядка». Подчеркивалось, что режим военного положения заменил действовавший до сих пор более мягкий «особый режим», введённый правительством в Бангкоке и ближайших провинциях в соответствии с законом о внутренней безопасности. Заявлялось, что цель введения военного положения — «восстановить мир и порядок для людей, представляющих все стороны», что «военное положение — это не государственный переворот, нет необходимости поддаваться панике, люди могут вести прежний образ жизни». В соответствии с Конституцией Таиланда, армия имеет право объявить военное положение в случае, если срочно необходимо принять меры для обеспечения безопасности в обществе.
22 мая Прают Чан-Оча объявил о военном перевороте, назначив себя во главе формируемого военного правительства, пообещав восстановить порядок в стране и обеспечить проведение политических реформ:
Вооруженные силы Таиланда с добрыми намерениями принимают на себя функции правительства с целью обеспечить мир и спокойствие в стране. Это необходимо для поддержания мира и порядка. Приказываю армии, флоту, вооруженным силам и полиции взять власть под свой контроль.
В этот же день, ранее, Прают Чан-Оча вёл переговоры с оппозицией, однако, объявил переговоры с политическими противниками бессмысленными и приказал задержать всех участников. Военнослужащие вывели из зала переговоров лидера оппозиционных демонстрантов Сутхепа Тхаугсубана.

## Итоги
PDRC была распущена после майского переворота. Сутхеп в июне заявил, что постоянно был на связи с командующим армии Прайют Чан-Оча. Впоследствии Сутхеп был обвинен в организации митингов с целью спровоцировать военный переворот. После этого он становится на некоторое время монахом. Впоследствии он попытается снова вернуться в политику, но его достижения будут незначительными.
Политический кризис 2013-2014 года привел к смещению действовавшего премьер-министра Йинглак Чиннават, военному перевороту и приходу к власти NCPO, которая находилась у власти следующие 5 лет, вплоть до парламентских выборов 24 марта 2019 года. За время их правления Таиланд опустится на 16 пунктов в рейтинге Transparency International: с 85 на 101 место. Сам же глава военного переворота являлся премьер-министром Таиланда вплоть до 22 августа 2023 года. Усилилась цензура и ухудшились отношения с развитыми мировыми демократиями. Стал очевиден кризис доверия к инструментам всенародного волеизъявления. Также кризис показал эффективность пропаганды в социальных сетях с теми или иными целями.
Был нанесен удар индустрии туризма. Высокий туристический сезон рубежа 2013-2014 годов характеризовался низким спросом на отели в Бангкоке (50% загрузка вместо нормальной в 90%) после того как 45 стран выпустили предупреждение о нестабильности в регионе.